# Origny-Sainte-Benoite
Origny-Sainte-Benoite är en kommun i departementet Aisne i regionen Hauts-de-France i norra Frankrike. Kommunen ligger  i kantonen Ribemont som ligger i arrondissementet Saint-Quentin. År 2022 hade Origny-Sainte-Benoite 1 612 invånare.

## Befolkningsutveckling
Antalet invånare i kommunen Origny-Sainte-Benoite
Referens: INSEE